# Pseudoblothrus thiebaudi
Espèce
Pseudoblothrus thiebaudi est une espèce de pseudoscorpions de la famille des Syarinidae.

## Distribution
Cette espèce est endémique de Suisse. Elle se rencontre dans le canton de Lucerne à Flühli dans la grotte Neuenburgerhöhle et dans le canton de Vaud à Leysin dans le gouffre du Chevrier.

## Description
Le mâle holotype mesure 2,75 mm.

## Étymologie
Cette espèce est nommée en l'honneur du spéléologue A. Thiébaud.

## Publication originale
- Vachon, 1969 : Remarques sur la famille des Syarinidae J. C. Chamberlin (Araehnides, Pseudoscorpions) à propos de la description d'une nouvelle espèce: Pseudoblothrus thiebaudi habitant des cavernes de Suisse. Revue Suisse de Zoologie, vol. 76, no 15, p. 387-396 (texte intégral).